# Irské kulturní centrum v Paříži

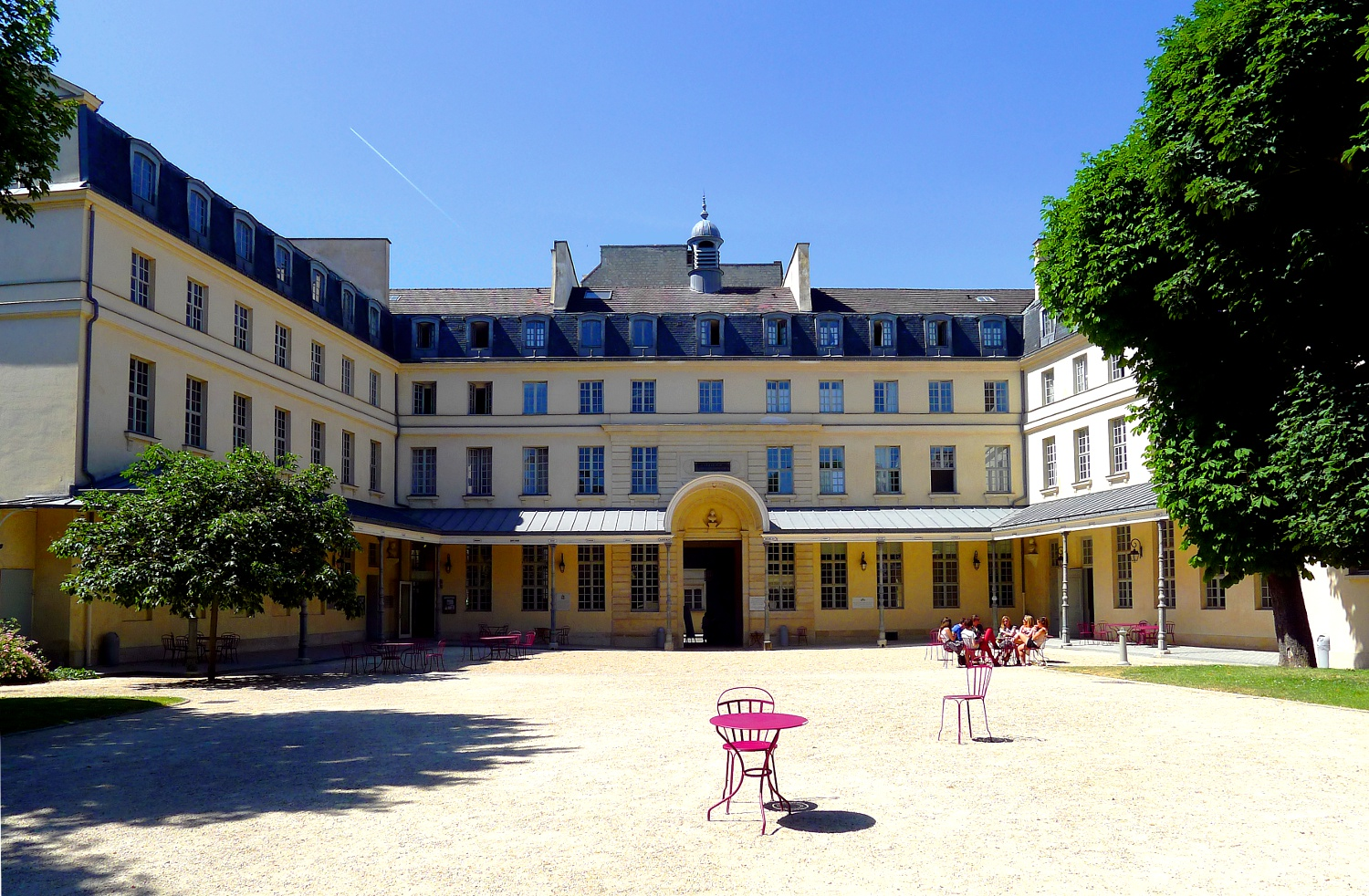
Nádvoří sídla kulturního centra

Irské kulturní centrum v Paříži (francouzsky Centre culturel irlandais de Paris) je kulturní centrum v Paříži, které představuje irskou kulturu ve Francii. Nachází se na adrese Rue des Irlandais č. 5 v budově bývalé irské koleje v 5. obvodu. Bylo otevřeno v roce 2002 jako první irské kulturní centrum v zahraničí. Budova je od roku 1927 chráněná jako historická památka.

## Historie
Když od 16. století v Irsku probíhaly restrikce proti katolíkům, hledali tamní mniši a studenti vzdělání na evropském kontinentu. V některých zemích jako Francie, Španělsko, Itálie nebo Polsko vznikly irské koleje. Irská kolej při Pařížské univerzitě patřila k největším co do počtu studentů i vlivu. Irský kněz John Lee ji založil v roce 1578 jako první kolej irské komunity v zahraničí. Kolej byla přičleněna ke koleji Montaigu v ulici Rue Saint-Thomas a později se koleje přestěhovaly do ulice Rue de Sèvres.
V roce 1677 Ludvík XIV. povolil umístění irské koleje v Lombardské koleji na ulici Rue des Carmes, která byla původně založena v roce 1330 pro italské studenty.
V roce 1775 se irští studenti přestěhovali do vlastní budovy, kterou koupil v roce 1769 Lawrence Kelly, prefekt Lombardské koleje a nechal ji přestavět. Tato nová kolej byla umístěna v Latinské čtvrti na ulici Rue du Cheval-Vert. Jedná se o budovu současného irského kulturního centra. Lawrence Kelly nechal přistavit dvě křídla, v jednom z nich se nachází knihovna a kaple svatého Patrika.
Ovšem během Velké francouzské revoluce byla budova zkonfiskována. V té době byla v Irsku zrušena antikatolická opatření a mniši a studenti mohli získat vzdělání ve své zemi. V letech 1793-1802 se irská kolej stala sídlem francouzské školy.
V 19. století byla irská kolej obnovena a pokračovala ve své činnosti semináře pro irské studenty. Během prusko-francouzské války 1870-1871 sloužila jako nemocnice pro raněné vojáky. V roce 1945 sloužila jako útočiště americké armády a poté do roku 1997 zde sídlil polský seminář.
V letech 2000-2002 proběhla celková rekonstrukce budovy a 18. října 2002 zde bylo slavnostně otevřeno irské kulturní centrum jako jediné irské kulturní centrum na světě. Centrum bylo založeno z iniciativy irské vlády a je financováno z prostředků nadace.

## Organizace
Irské kulturní centrum spravuje Irská nadace, která řídila irskou kolej podle vyhlášky Napoleona Bonaparta z roku 1805. Nadaci řídí správní rada složená ze sedmi francouzských členů, které tvoří zástupci vlády a jeden zástupce pařížského arcibiskupství, a ze sedmi členů jmenovaných irským velvyslancem ve Francii. Centrum je částečně financováno ministerstvem zahraničních věcí Irska.

## Činnost
Cílem irského kulturního centra je představovat současnou irskou kulturu ve všech jejích podobách: film, výtvarné umění, divadlo, literatura, hudba a další. Kulturní program proto tvoří výstavy, koncerty, přednášky, konference, filmové projekce apod. Centrum nabízí výuku irštiny. Každoročně se účastní Dne svatého Patrika nebo festivalu Bloomsday. Irský kněz slouží každou neděli mši v kapli sv. Patrika pro komunitu Irů v Paříži.
Centrum má k dispozici mediotéku, která půjčuje periodika, CD, DVD, knihy, CD ROM atd., výstavní síň a přednáškový sál. V křídle nad kaplí se nachází historická knihovna, která obsahuje asi 10 000 knih, z nichž polovina pochází z 15. až 18. století. Knižní fond se skládá z rukopisů a tisků v angličtině, francouzštině, latině nebo irštině, které se zabývají převážně teologií, historií, zeměpisem, filozofií a hudbou. Knihovní fond je určen pro výzkum a přístup k němu je omezen.
Centrum navíc udržuje tradici irské koleje a má k dispozici 45 pokojů pro ubytování irských studentů.